# Festival international de cinéma de Huesca
 (juillet 2023).
Si vous disposez d'ouvrages ou d'articles de référence ou si vous connaissez des sites web de qualité traitant du thème abordé ici, merci de compléter l'article en donnant les références utiles à sa vérifiabilité et en les liant à la section « Notes et références ».
Le Festival international de cinéma de Huesca (en espagnol : Festival Internacional de Cine de Huesca) est un festival cinématographique qui se tient annuellement dans la ville espagnole de Huesca, dans la communauté autonome d'Aragon.

## Histoire
Le festival est créé par la Peña Recreativa Zoiti en avril 1973 sous le nom de Certamen Internacional de Films Cortos Ciudad de Huesca. En 1989, la dénomination est modifiée en Festival de Cine de Huesca. En 2006, le mot « international » est de nouveau ajouté à son nom.
Il est devenu une référence dans le format court métrage et ses principales récompenses laissent place à la sélection aux Oscars attribués par l'Academy of Motion Picture Arts and Sciences des États-Unis.